# Hans-Friedrich Schütt

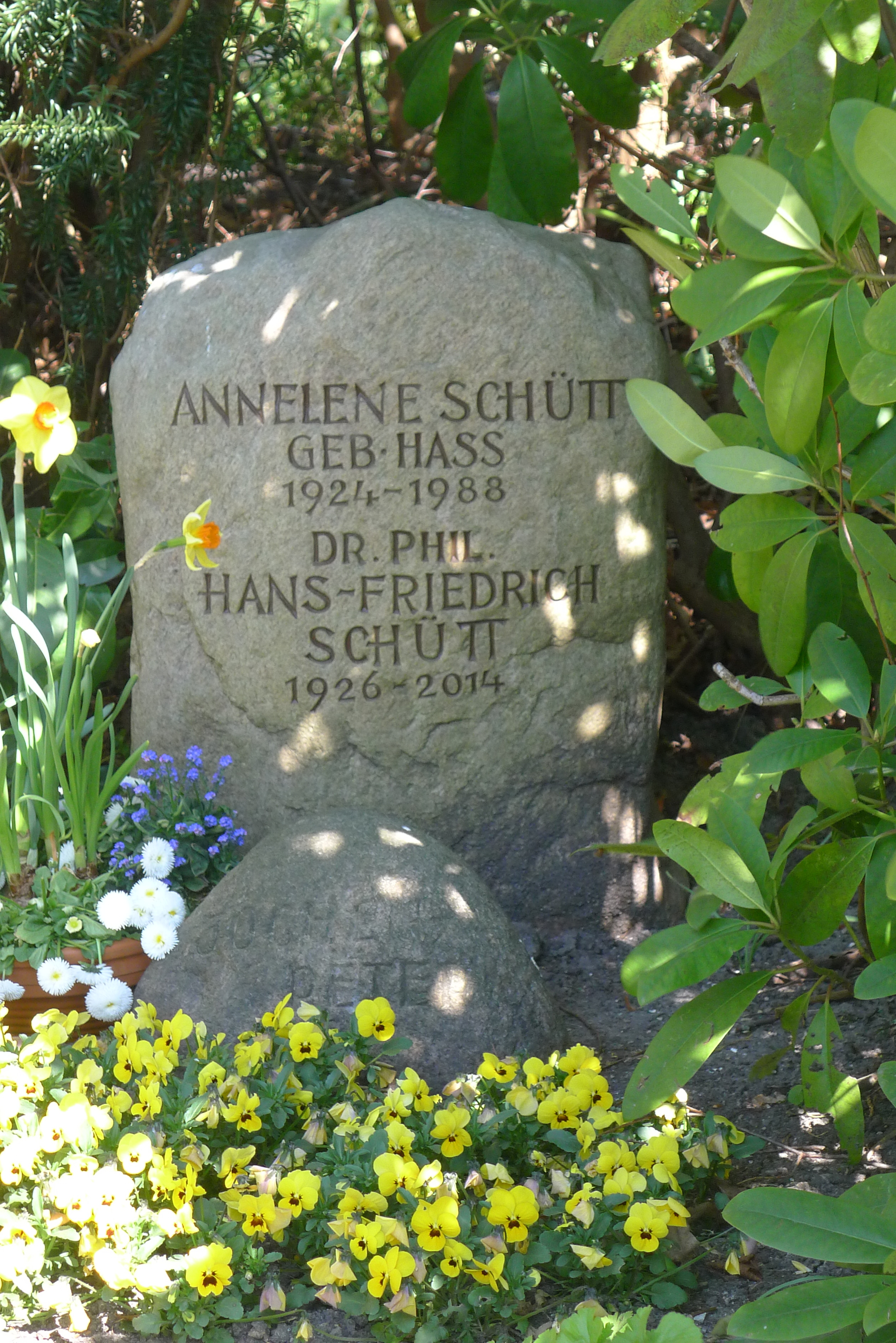
Grabstein von Hans-Friedrich Schütt und seiner Frau auf dem Mühlenfriedhof in Flensburg

Hans-Friedrich Schütt (* 26. August 1926 in Flensburg; † 25. September 2014 ebenda) war ein deutscher Historiker und Archivar.

## Leben
Schütts Vater war der Flensburger Stadtarchivar Otto Schütt, der dieses Amt 20 Jahre lang von 1937 bis 1957 innehatte. Hans-Friedrich Schütt legte das Abitur am Alten Gymnasium in Flensburg ab. Nach dem Zweiten Weltkrieg, den er als Flakhelfer und Soldat erlebte und in dem er gegen Kriegsende schwer verwundet wurde, begann er an der Christian-Albrechts-Universität Kiel das Studium  der Germanistik und Geschichte. 1953 wurde er mit einer Dissertation über das mittelalterliche Flensburger Stadtrecht promoviert. Nach dem Archivreferendariat an der Archivschule Marburg erhielt er 1957 die Stelle des Stadtarchivars in Flensburg und trat damit die Nachfolge seines Vaters an.
Schütt verfasste zahlreiche stadt- und landesgeschichtliche Artikel und andere Publikationen, hielt Vorträge und erarbeitete Ausstellungen. Unter seiner Leitung entstand 1966 eine umfangreiche Stadtgeschichte „Flensburg – Geschichte einer Grenzstadt“. Im Anschluss an diese Zusammenarbeit verschiedener Autoren entstand der „Arbeitskreis für Stadt- und Regionalforschung“, der auch als „Kaland“ (nach einer mittelalterlichen Gilde) bezeichnet wurde. Im Rahmen dieses Arbeitskreises entstanden mehrere Ausstellungen.
Schütt gehörte von 1970  bis 1986 dem Vorstand der Gesellschaft für Schleswig-Holsteinische Geschichte an. Wohl auch auf seine Anregung hin wurde der Flensburger Arbeitskreis von der Gesellschaft für Schleswig-Holsteinischen Geschichte beauftragt, ein Quellenwerk zur Landesgeschichte für den Schulgebrauch zu erstellen, das von 1977 bis 1985 unter dem Titel „Quellen zur Geschichte Schleswig-Holsteins“ in fünf Bänden erschien.
Schütt war über Jahrzehnte Geschäftsführer der Gesellschaft für Flensburger Stadtgeschichte und arbeitete in der Heimatkundlichen Arbeitsgemeinschaft für Nordschleswig mit.
Schütt liegt auf dem Mühlenfriedhof in Flensburg begraben.

## Auszeichnungen
- 1981: Schleswig-Holstein-Medaille
- 1991: Bundesverdienstkreuz

## Publikationen (Auswahl)
- Jonas Hoyers Werke im Flensburger Stadtarchiv. In: Die Heimat. Monatsschrift des Vereins zur Pflege der Natur- und Landeskunde in Schleswig-Holstein. Bd. 58 (1951), Nr. 2, Februar 1951, S. 52–54 (Digitalisat).
- H. C. Jensen: Ein Lebensschicksal im Grenzland Schleswig. Krausskopf-Verlag, Wiesbaden 1956.
- Zeittafel zur Flensburger Stadtgeschichte. Wolff, Flensburg 1956 (Schriftenreihe der Gesellschaft für Flensburger Stadtgeschichte; 11).
- Aus Flensburgs Geschichte – Front oder Brücke. In: Grenzfriedenshefte (1956), Heft 4, S. 175–177 (Digitalisat).
- Flensburger Stadtrecht: eine Untersuchung zum Flensburger Stadtrecht vom 13. Jahrhundert bis zum Beginn des 17. Jahrhunderts. Wolff, Flensburg 1957 (Schriftenreihe der Gesellschaft für Flensburger Stadtgeschichte; 12) (Zugl. Kiel, Univ. Diss., 1953).
- Das Stadtarchiv Flensburg und seine Sammlungen. In: Der Archivar, Jg. 13 (1960), Sp. 13–18 (Digitalisat).
- Ripen 1460–1960. In: Grenzfriedenshefte (1960), Nr. 1, S. 12–19 (Digitalisat).
- Die St.-Knuds-Gilde zu Flensburg. In: Zeitschrift der Gesellschaft für Schleswig-Holsteinische Geschichte, Bd. 87 (1962), S. 57–70.
- Das Flensburger Stiftungswesen. In: Grenzfriedenshefte (1963), Heft 1, S. 19–21 (Digitalisat).
- Theodor Storms Novelle „Im Nachbarhause links“ und ihr Flensburger Hintergrund. In: Die Heimat. Monatsschrift des Vereins zur Pflege der Natur- und Landeskunde in Schleswig-Holstein und Hamburg. Bd. 76 (1969), Nr. 8 / 9, August / September, S. 271–273 (Digitalisat).
- Historische Ausstellungen an der Nordgrenze Deutschlands und ihre Motivierung. Ein Beitrag zum archivischen Ausstellungswesen. In: Der Archivar. Bd. 24 (1971), Heft 4, November 1971, Sp. 397– (Digitalisat)
- Hrsg.: Schiffahrt und Häfen im Bereich der Industrie- und Handelskammer zu Flensburg. Gesellschaft für Flensburger Stadtgeschichte / IHK Flensburg, Flensburg 1971.
- Bearb.: Flensburg einst und jetzt. Gesellschaft für Flensburger Stadtgeschichte, Flensburg 1975 (Schriftenreihe der Gesellschaft für Flensburger Stadtgeschichte; 24).
- zusammen mit Gerd Vaagt: Die Zeit der nationalen Auseinandersetzungen um Schleswig. In: Grenzfriedenshefte (1975), Heft 3, S. 40–48 (Digitalisat).
- zusammen mit Povl Leckband und Otto Wöhler: Wir wandern durch Flensburg. Schleswiger Druck- und Verlags-Haus, Schleswig 1978, ISBN 3-88242-037-5.
- Ein Schleswiger Stadtbuchfragment. In: Zeitschrift der Gesellschaft für Schleswig-Holsteinische Geschichte, Bd. 104 (1979), S. 143–152.
- Gilde und Stadt. In: Zeitschrift der Gesellschaft für Schleswig-Holsteinische Geschichte, Bd. 105 (1980). S. 77–136.
- Flensburger Stadtrecht bis zur Trennung von Justiz und Verwaltung. In: Rechtspflege und Justizverwaltung in Flensburg. Festschrift zur 100jährigen Wiederkehr der Einweihung des Justizgebäudes in Flensburg. Gesellschaft für Flensburger Stadtgeschichte, Flensburg 1982 (Kleine Reihe der Gesellschaft für Flensburger Stadtgeschichte; 8), S. 9–20.
- Flensburg im Mittelalter. In: 700 Jahre Stadt Flensburg: 1284 bis 1984; eine kleine Stadtgeschichte zur Ausstellung im Städtischen Museum Herbst 1984. Gesellschaft für Flensburger Stadtgeschichte [u. a.], Flensburg 1984 (Kleine Reihe der Gesellschaft für Flensburger Stadtgeschichte; 11), S. 9–41.
- Verschönerungs- und Naturschutz-Verein vor reichlich hundert Jahren – ein erster Versuch in Flensburg. In: Die Heimat. Zeitschrift für Natur- und Landeskunde von Schleswig-Holstein und Hamburg. Bd. 91 (1984), Nr. 9–10, September–Oktober, S. 293f. (Digitalisat).
- Die Entstehung des Ostseebads. In: Die Heimat. Zeitschrift für Natur- und Landeskunde von Schleswig-Holstein und Hamburg. Bd. 91 (1984), Nr. 9–10, September–Oktober, S. 294–296 (Digitalisat).
- Die dänischen St. Knudsgilden: mit besonderer Berücksichtigung der Gilden in Schleswig und Flensburg. In: Berent Schwineköper (Hrsg.): Gilden und Zünfte: kaufmännische und gewerbliche Genossenschaften im frühen und hohen Mittelalter, Thorbecke, Sigmaringen 1985 (Vorträge und Forschungen / Konstanzer Arbeitskreis für Mittelalterliche Geschichte; 29), ISBN 3-7995-6629-5, S. 231–280 (Digitalisat).
- Hrsg.: August Westphalen: Lebenserinnerungen. Deutscher Grenzverein, Flensburg 1985 (Lebensbilder aus Schleswig-Holstein; 2).
- Zur Stadtkultur in den Städten des nördlichen Schleswig um 1800. In: Zeitschrift der Gesellschaft für Schleswig-Holsteinische Geschichte, Bd. 112 (1987), S. 135–171.
- Flensburgs Privilegien und Schiffahrtskonjunkturen. In: Adolf E. Hofmeister (Red.): Festschrift für Wilhelm Lührs und Klaus Schwarz. Staatsarchiv Bremen, Bremen 1988 (Bremisches Jahrbuch; 66), S. 183–208.
- Flensburger Reederverein 1884–1984. Gesellschaft für Flensburger Stadtgeschichte, Flensburg 1990 (Kleine Reihe der Gesellschaft für Flensburger Stadtgeschichte; 18), ISBN 3-925856-10-2.
- Dänemark und Schleswig-Holstein in ihrem Verhältnis zu Lübeck und der Hanse. In: Blätter für deutsche Landesgeschichte: Neue Folge des Korrespondenzblattes, Bd. 126 (1990), S. 37–65.
- Die Geschichte des Idstedt-Löwen. In: Grenzfriedenshefte (1992), Heft 1, S. 7–10 (Digitalisat).
- Bemerkungen zu Wappen, Fahnen und Flaggen in Schleswig-Holstein. In: Werner Paravicini (Hrsg.): Mare Balticum: Beiträge zur Geschichte des Ostseeraums in Mittelalter und Neuzeit; Festschrift zum 65. Geburtstag von Erich Hoffmann. Thorbecke, Sigmaringen 1992 (Kieler historische Studien; 36), ISBN 3-7995-7069-1, S. 195–202.
- Die Geschichte des Idstedt-Löwen. In: Grenzfriedenshefte (1992), Heft 1, S. 7–12.
- Südwestdeutsche Kolonisten in den Heide- und Moorgebieten der cimbrischen Halbinsel im 18. Jahrhundert. In: Jahrbuch für westdeutsche Landesgeschichte, Bd. 19 (1993), S. 407–430.
- Die zur Illustration der Schlacht von Bornhöved dienenden Miniaturen in der Sächsischen Weltchronik. In: Nordelbingen: Beiträge zur Kunst- und Kulturgeschichte Schleswig-Holsteins, Bd. 64 (1995), S. 9–22.
- Die als Steinbau errichtete Turmburg in Flensburg. In: Offa: Berichte und Mitteilungen zur Archäologie, Bd. 53 (1996), S. 317–325.
- Der Name der Duburg. In: Die Heimat. Zeitschrift für Natur- und Landeskunde von Schleswig-Holstein und Hamburg. Bd. 109 (2002), Nr. 9/10, September / Oktober, S. 154–155 (Digitalisat).
- Hrsg. zusammen mit Helge Berndt: Flensburg in Bild und Wort: von den Anfängen bis zum 20. Jahrhundert. Gesellschaft für Flensburger Stadtgeschichte e.V., Flensburg 2003, ISBN 3-925856-47-1.